# Équilibre hydrostatique
En physique, on appelle équilibre hydrostatique l'état de repos atteint par un système lorsque la force d'attraction gravitationnelle subie par ce système est compensée par l'action des forces de pression d'un fluide (liquide, gaz ou plasma).
Par exemple, les forces de pression empêchent la pesanteur de comprimer l'atmosphère terrestre en une coquille dense ; inversement, la pesanteur empêche la pression de diffuser l'atmosphère dans l'espace. 
L'équilibre hydrostatique est utilisé dans différents domaines tels que la statique des fluides, la météorologie, l'océanographie ou encore l'astrophysique.

## Expression de l'équilibre hydrostatique
On considère un fluide quelconque (liquide ou gaz). Il s'établit un équilibre hydrostatique lorsque la variation de pression dans le fluide avec l'altitude est proportionnelle à l'accélération de la pesanteur et à la masse volumique du système en équilibre.
L'équilibre hydrostatique s'exprime par :
{\displaystyle {\frac {\mathrm {d} p}{\mathrm {d} z}}=\pm \rho \,g}où :
- p est la pression ;
- z est l'altitude (ou la profondeur) ;
- ρ est la masse volumique du système ;
- g est l'accélération de la pesanteur.

Remarque : le signe du membre de droite est déterminé par le sens de l'axe vertical. Si celui-ci est ascendant, alors on choisit l'expression avec le signe (-). Si l'axe est descendant, alors on choisit l'expression avec le signe (+).

### Démonstration
On se place dans un référentiel d'étude supposé galiléen et en coordonnées cartésiennes de sorte que l'axe vertical ascendant soit porté et orienté par le vecteur unitaire {\displaystyle {\vec {e}}_{z}}.
Considérons un système infiniment petit (assimilable à un pavé droit) de volume élémentaire dV = dx dy dz. La masse de ce système est alors :
dm = ρ dV = ρ dx dy dz.
Les forces qui s'exercent sur le système sont le poids et les forces de pressions. Par symétrie, les forces de pression latérales se compensent. Les seules forces qui restent sont donc : 
- le poids : {\textstyle {\vec {P}}=\mathrm {d} m\,{\vec {g}}=-\mathrm {d} m\,g\;{\vec {e}}_{z}=-\rho \,\mathrm {d} x\,\mathrm {d} y\,\mathrm {d} z\,g\;{\vec {e}}_{z}} ;
- la force de pression exercée par le fluide sur la face supérieure du système :  {\textstyle {\vec {F}}_{\rm {haut}}=-p_{\rm {haut}}\,\mathrm {d} S\;{\vec {e}}_{z}=-p_{\rm {haut}}\,\mathrm {d} x\,\mathrm {d} y\;{\vec {e}}_{z}};
- la force de pression exercée par le fluide sur la face inférieure du système : {\textstyle {\vec {F}}_{\rm {bas}}=p_{\rm {bas}}\,\mathrm {d} S\;{\vec {e}}_{z}=p_{\rm {bas}}\,\mathrm {d} x\,\mathrm {d} y\;{\vec {e}}_{z}}.

En projetant les forces sur l'axe vertical on obtient :
{\displaystyle {\begin{cases}P=-\rho \,\mathrm {d} x\,\mathrm {d} y\,\mathrm {d} z\,g\\F_{\rm {haut}}=-p_{\rm {haut}}\,\mathrm {d} x\,\mathrm {d} y\\F_{bas}=p_{\rm {bas}}\,\mathrm {d} x\,\mathrm {d} y\end{cases}}}
où phaut et pbas sont respectivement les valeurs de la pression au-dessus et au-dessous du système.
La condition d'équilibre du système s'écrit, d'après le principe fondamental de la statique :
{\displaystyle P+F_{\rm {haut}}+F_{\rm {bas}}=0}
En remplaçant les forces par leur expression, on a :
{\displaystyle -\rho \,\mathrm {d} x\,\mathrm {d} y\,\mathrm {d} z\,g-p_{\rm {haut}}\,\mathrm {d} x\,\mathrm {d} y+p_{\rm {bas}}\,\mathrm {d} x\,\mathrm {d} y=0\quad \Longrightarrow \quad \rho \,\mathrm {d} x\,\mathrm {d} y\,\mathrm {d} z\,g+p_{\rm {haut}}\,\mathrm {d} x\,\mathrm {d} y-p_{\rm {bas}}\,\mathrm {d} x\,\mathrm {d} y=0}
En divisant de part et d'autre de l'égalité par dV = dx dy dz  :
{\displaystyle \rho \,g+{\frac {p_{\rm {haut}}}{\mathrm {d} z}}-{\frac {p_{\rm {bas}}}{\mathrm {d} z}}=0}.
Qui peut se réécrire :
{\displaystyle {\frac {p_{\rm {haut}}-p_{\rm {bas}}}{\mathrm {d} z}}=-\rho \,g\qquad \Longrightarrow \qquad {\frac {\mathrm {d} p}{\mathrm {d} z}}=-\rho \,g}.

Remarque : cette relation n'est plus valable dans le cas de mouvements rapides de convection du fluide, comme dans les orages, mais se vérifie assez bien dans les mouvements plus lents et à grande échelle : l'échelle synoptique.

### Exemple d'application: pression atmosphérique
En bonne approximation, l'atmosphère terrestre peut être considérée en équilibre hydrostatique au-dessus de la Terre. Il est donc possible d'utiliser la formule précédente pour calculer la pression en un point quelconque de l'atmosphère, situé à une altitude z. 
- Système : « colonne » d'air en équilibre, de hauteur z ;
- Hypothèses :
  - on assimile l'air à un gaz parfait,
  - on suppose que la température de l'atmosphère varie linéairement avec l'altitude selon la relation T(z) = T0 - a z, où T0 est la température à la surface de la Terre et a est un coefficient positif,
  - on considère que l'intensité g du champ de pesanteur terrestre reste constant quelle que soit l'altitude.

On choisit l'axe vertical ascendant. L'équilibre hydrostatique est alors donné par : {\textstyle {\frac {\mathrm {d} p(z)}{\mathrm {d} z}}=-\rho (z)\,g}.
En appliquant la loi des gaz parfaits, il vient :
{\displaystyle {\frac {\mathrm {d} p(z)}{\mathrm {d} z}}=-\,{\frac {p(z)\,M_{\rm {air}}}{R\,(T_{0}-a\,z)}}\;g}
où :
- Mair est la masse molaire de l'air ;
- R est la constante des gaz parfaits.

En utilisant la méthode de séparation des variables, on résout l'équation différentielle :
{\displaystyle {\frac {\mathrm {d} p}{p}}=-\,{\frac {M_{\rm {air}}\,g}{R}}\cdot {\frac {\mathrm {d} z}{T_{0}-a\,z}}}.
On intègre de la surface de la Terre (z = 0) à une altitude quelconque z :
{\displaystyle \int _{0}^{z}{\frac {\mathrm {d} p}{p}}=-\,{\frac {M_{\rm {air}}\,g}{R}}\int _{0}^{z}{\frac {\mathrm {d} z}{T_{0}-a\,z}}\qquad \Longrightarrow \qquad \ln {\left({\frac {p(z)}{p_{0}}}\right)}=\,{\frac {M_{\rm {air}}\,g}{R\,a}}\,\ln {\left({\frac {T_{0}-a\,z}{T_{0}}}\right)}}.
où :
- p0 est la pression atmosphérique à la surface de la Terre (à l'altitude z = 0).

En passant à l'exponentielle, on obtient l'expression recherchée :
{\displaystyle p(z)=p_{0}\,\left(1-{\frac {a}{T_{0}}}\,z\right)^{\frac {M_{\rm {air}}\,g}{R\,a}}}
où :
- p(z) est la pression à l'altitude z (en Pa) ;
- p0 = 1,01 × 105 est la pression atmosphérique au niveau de la mer (en Pa) ;
- a un coefficient positif donnant la variation de température avec l'altitude (en K m−1). On considère généralement qu'il vaut 6,5 °C par km, soit 0,006 5 K m−1 ;
- T0 = 288 est la température à la surface de la Terre (en K). On prend souvent (en aéronautique notamment) une température de référence au niveau de la mer égale à 15 °C, soit 288 K ;
- Mair = 29,0 × 10−3 est la masse molaire de l'air (en kg mol−1) ;
- g = 9,81 est l'accélération de la pesanteur (en m s−2) ;
- R = 8,31 est la constante des gaz parfaits (en J mol−1 K−1).

## Astrophysique
Cette notion est particulièrement utile en astrophysique pour classer les objets célestes. Ainsi les étoiles situées sur la séquence principale du diagramme de Hertzsprung-Russell sont en état d'équilibre hydrostatique, stables en taille et en température. Cela est permis par les réactions de fusion nucléaire survenant au cœur de l'astre et dont la pression radiative, de direction opposée aux forces gravitationnelles, contrebalance ces dernières. Cet équilibre permet une structure stellaire qui ne change pas dans le temps, pour les étoiles sur la séquence principale.
Le concept d'équilibre hydrostatique permet également de déterminer si un objet céleste est une planète, une planète naine ou un petit corps d'un système planétaire (comète, astéroïde, etc.). D'après les définitions édictées en 2006 par l'Union astronomique internationale pour le Système solaire, les planètes et les planètes naines sont des objets ayant une gravité suffisante pour maintenir leur propre rigidité et tolérer un équilibre hydrostatique, dans une forme approximativement sphérique.